# William Maw Egley
William Maw Egley (né en 1826 à Londres et mort le 20 février 1916) était un artiste britannique de l'époque victorienne.
Il fut l'élève de son père, le miniaturiste William Egley. Ses premières œuvres représentaient des sujets littéraires communs de l'époque, par exemple, les personnages Prospero et Miranda de la tragicomédie shakespearienne La Tempête.
Il peint de nombreux tableaux comme par exemple The Letter qui est un tableau romantique aux tons chauds qui se focalise sur l'expression des sentiments.